# Omoglymmius cycloderus
Omoglymmius cycloderus là một loài bọ cánh cứng thuộc họ Rhysodidae. Nó được mô tả bởi RT & JR Bell vào năm 2002.